# Euzkadiella errata
Euzkadiella errata är en stekelart som beskrevs av Boucek 1977. Euzkadiella errata ingår i släktet Euzkadiella och familjen sköldlussteklar. Inga underarter finns listade i Catalogue of Life.